# Shahmeran

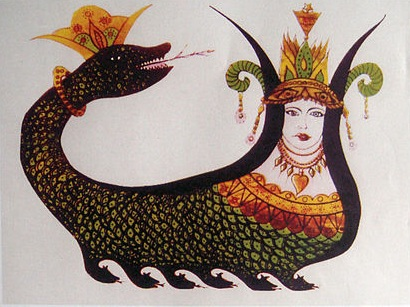
Şahmeran dans le folklore anatolien (Tarsus)

Shahmeran (ou Shahmaran, Şahmeran ou Şahmaran) est une créature mythologique que l'on rencontre en Turquie. Le mot viendrait du nom composé Şah-ı Meran, qui signifie "shah des serpents" en persan et en kurde. Elle possède une tête de femme et un corps de serpent. Sa queue se termine souvent par une tête de serpent. Elle habiterait principalement dans les villes de Mardin, Tarse et Nusaybin.

## Légende
Un homme nommé Cansab (ou Djansab) prenait du miel dans un arbre. À force de chercher de plus en plus loin, il tomba dans le trou de l'arbre. Il atterrit dans une caverne où habitait Shahmeran. Elle accepta de le laisser repartir à la condition qu'il ne révèlât rien de ce qu'il savait sur elle. Il revint sur terre et se tut jusqu'à ce que le sultan tombât malade (sa fille, selon d'autres traditions). Les médecins lui dirent que le seul remède était la chair de Shahmeran. Ils firent donc venir tous les hommes du pays et les firent passer au hammam pour voir celui qui portait des écailles dans le dos, preuve qu'il avait rencontré Shahmeran.
Cansab fut alors reconnu : il refusa d'abord de dire où se trouvait l'antre de Shahmeran, mais, sous la torture, dut bientôt avouer. On trouva Shahmeran et on l'amena au palais, où elle fut découpée et donnée à manger au sultan et à Cansab. 
Après la mort de Şahmeran, Camsab prit le deuil mais restait inconsolable. Se sentant coupable du sort qui avait été réservé à la Reine de Serpents, Şahmaran, il décida de se rendre à la grotte où il l’avait rencontrée pour demander au peuple des serpents de le châtier.
À l’entrée de la grotte, Camsab rencontra un sage et vieux serpent et lui expliqua son intention, mais le sage lui demanda de renoncer : « Si le peuple des serpents apprend la mort de Şahmeran, ce sera la fin de l’humanité. Ni moi, ni toi ne pourrions arrêter les serpents, ils sortiraient de la grotte et feraient la guerre aux humains jusqu’à ce que leur fin advienne. » Camsab accepta de garder alors le silence et partit saluer les serpents. Mais avant qu’ils ne reprennent la route, le vieux serpent sage lui murmura : « Şahmeran s’est sacrifiée pour toi, son âme, son pouvoir de guérison et son savoir seront en toi. Va, part sur les chemins, toute la nature, les fleurs, les arbrisseaux, les plantes, jusqu’à la plus petite herbe t’aideront et te donneront leurs secrets. Tu rendras ces secrets aux hommes en  les soignant. »
Le vieux serpent sage appela alors deux serpents et leur dit : « Vous avez devant vous Lokman Hekim, cet homme sera guérisseur et vous l’accompagnerez dans toutes  ses recherches pour comprendre ce que la terre et les plantes ont à lui apprendre. » Devenu Lokman Hekim, (hekim veut dire médecin), Camsab partit sur les routes apporter guérison et, depuis ce jour, les deux serpents sont le symbole de la pharmacie et de la médecine.

## Variantes
- Shahmeran a été découpée en deux ou trois morceaux : une part pour le sultan, une part pour Cansab, et parfois une part qui devait être jetée dans son antre pour qu'elle puisse y renaître.
- Le sultan fut guéri, ou bien mourut. Cansab fut guéri immédiatement des plaies causées par la torture et rejoignit sa famille, ou bien devint vizir, ou bien fut transformé en serpent et habite depuis dans l'antre de Shahmeran[4].